# Prix Günter-Eich

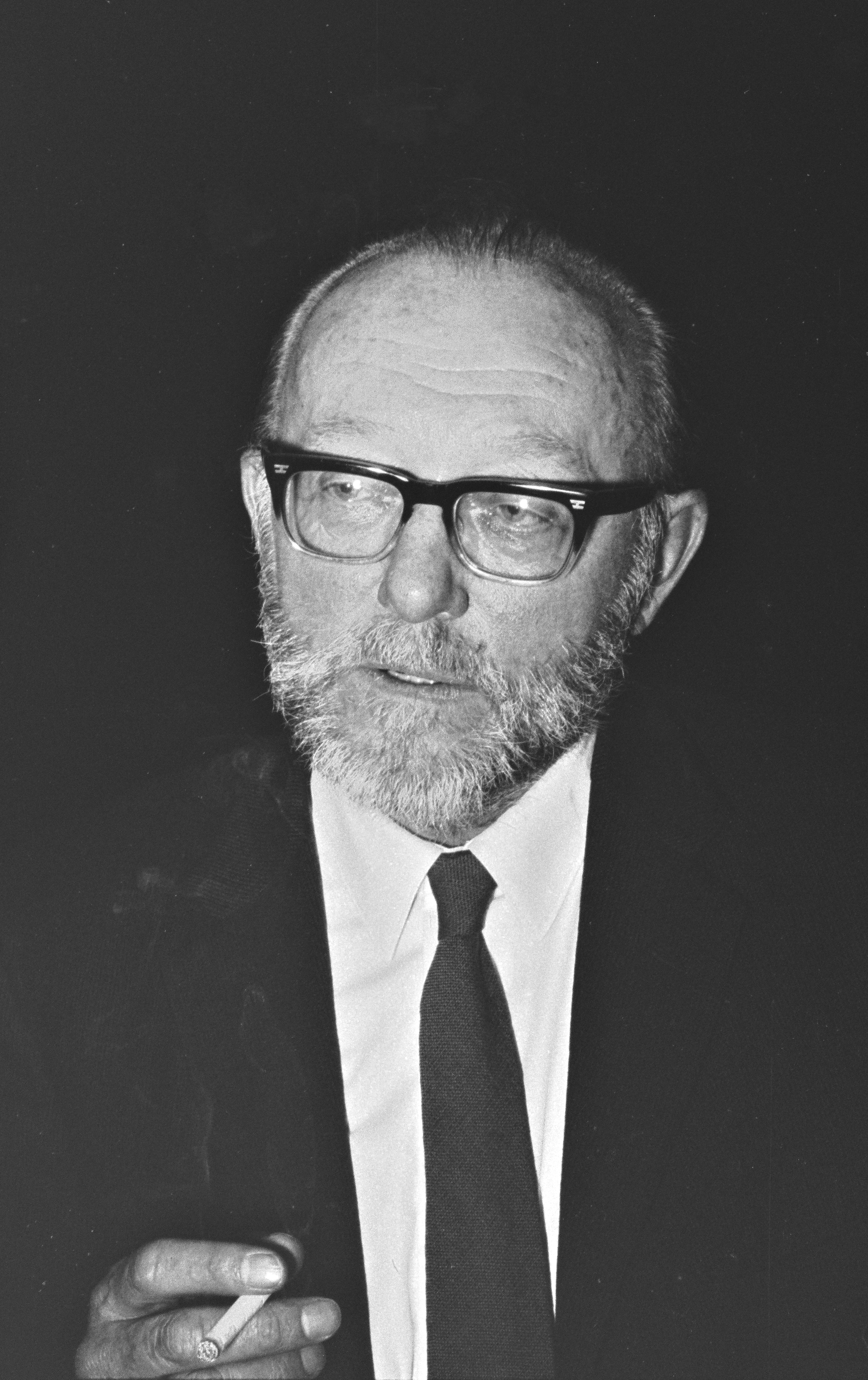
Günter Eich en 1967.

Le prix Günter-Eich a été créé en 2006 par la Fondation des médias de la "Stadt und Kreissparkasse" de la ville de Leipzig en Allemagne. Ce prix porte le nom en mémoire de l'auteur de pièces de théâtre radiophoniques Günter Eich.

## Présentation
Ce prix de la meilleure pièce radiophonique vise à honorer « l'œuvre d'une vie d'auteurs qui ont élargi le répertoire du genre radiophonique de différentes manières avec des œuvres radiophoniques. » 
Le prix Günter-Eich est doté de 10 000 euros.  
Le prix Günter-Eich a été décerné tous les deux ans jusqu'en 2020, en alternance avec le prix Axel-Eggebrecht. Depuis 2021, le prix Günter-Eich est décerné tous les deux ans avec le prix Axel-Eggebrecht. 

## Récipiendaires
(Liste non exhaustive)
- 2013 : Jürgen Becker
- 2015 : Ror Wolf
- 2017 : Friederike Mayröcker
- 2019 : Andreas Ammer et F.M. Einheit